# Niambia capensis
Niambia capensis là một loài chân đều trong họ Platyarthridae. Loài này được Dollfus miêu tả khoa học năm 1895.